# Cuestor
El cuestor  fue el magistrado regular de menor rango de la Antigua Roma. El cargo formaba parte del cursus honorum y sus funciones variaron a lo largo de la historia de Roma.

## Historia
Los primeros cuestores fueron jueces encargados de los casos de asesinato y de insurrección o alta traición. Con el tiempo, su denominación más común fue Decumviri Perduillionis et parricidii. Eran nombrados para cada caso y no constituían una magistratura permanente.
A fines del siglo III a. C., los decumviri o cuestores perdieron sus atribuciones judiciales, que pasaron a los triunviri nocturni.
Simultáneamente a estos cuestores judiciales, existieron los cuestores administrativos, en los cuales delegaba el rey la administración de los fondos públicos. Con la República (420 a. C.), sus funciones pasaron a los cónsules que las delegaron en: dos cuestores civiles (para el Tesoro público), y dos cuestores militares (para las arcas del ejército). Es en ese momento en el que los plebeyos logran el acceso a la Cuestura, hasta entonces reservada a los patricios. Su número seguiría incrementándose hasta llegar a 40 en época de César. Más tarde, su nombramiento pasó a los comicios tribunados.
Estos cuatro cuestores eran patricios hasta que, en el 309 a. C., los plebeyos pudieron ocupar tres de las cuatro plazas.
También existieron cuatro cuestores de la Marina, encargados de la administración de las cuatro bases navales romanas.
Finalmente se establecieron, junto a los cuestores existentes, los cuestores itálicos, con competencias para coordinar los censos de la parte de Italia sometida a Roma.
Bajo el emperador bizantino Justiniano I, se creó un cargo adicional de cuestor para controlar los asuntos policiales y judiciales en Constantinopla. Con este cargo, un cuestor era responsable de los testamentos, así como de la supervisión de las quejas de los inquilinos respecto a sus propietarios, y también sobre las personas sin hogar.